# Sissel Kyrkjebø

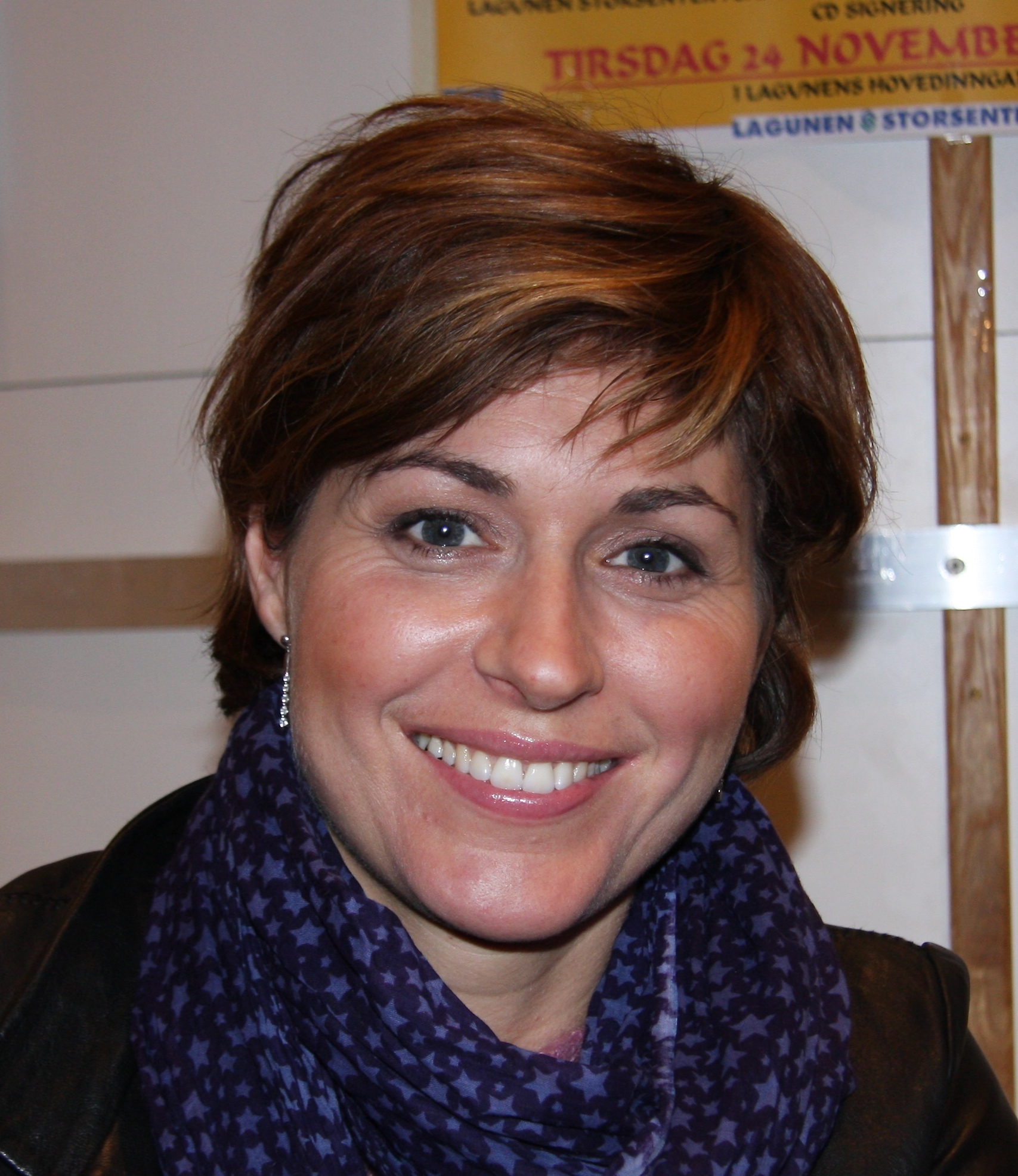
Sissel Kyrkjebø (2009)

Sissel Kyrkjebø (auch Sissel, * 24. Juni 1969 in Bergen) ist eine norwegische Sängerin (Sopran).

## Musikalische Karriere
Sissel Kyrkjebø trat 1986 im Rahmenprogramm des Eurovision Song Contests in ihrer Heimatstadt auf. Im selben Jahr kam das Debütalbum Sissel heraus und war mit über 400.000 Exemplaren das bis dahin bestverkaufte Album in Norwegen. 1987 erschien das Weihnachtsalbum Glade Jul, das mit 600.000 verkauften Tonträgern ihr Debütalbum noch übertraf. 1988 übernahm sie die Rolle der Maria von Trapp im Musical The Sound of Music in Oslo, wo sie 110.000 Besucher sahen. Das Lied Climb Ev’ry Mountain aus diesem Musical veröffentlichte sie 1989 auf ihrem dritten Album Soria Moria. Das Album landete auf Platz eins der norwegischen Album-Charts. Sie sang den Part der Arielle in Disneys Arielle, die Meerjungfrau in der dänischen, schwedischen und norwegischen Version.
Im Februar 1994 sang sie Se ilden lyse, eine Interpretation der Olympischen Hymne für die Olympischen Winterspiele in Lillehammer, und erreichte damit Platz eins der norwegischen Single-Charts. Das Lied wurde später auf Englisch als Fire in Your Heart im Duett mit Plácido Domingo veröffentlicht. Bis heute setzte Kyrkjebø die Zusammenarbeit mit Domingo, unter anderem auf den beiden Weihnachtsalben Christmas In Vienna III (1995) und Christmas in Moscow (2014), fort. 1994 erschien Kyrkjebøs erstes internationales Album Gift of Love, unter anderen mit Liedern von und mit Neil Sedaka (Solitare, Breaking up Is Hard to Do). In Norwegen kam das Album auf Platz neun der Charts. Skandinavische Folksongs spielte sie auf dem Album Innerst i sjelen ein, das auf Platz eins der norwegischen Album-Charts kam. Plácido Domingo lud sie zu Weihnachten 1994 nach Wien ein, um mit Charles Aznavour und ihm eines seiner jährlichen Christmas in Vienna-Konzerte zu geben; das dazugehörige Album erreichte Platz eins in Norwegen.
Im Sommer 1997 bat der Filmkomponist James Horner Sissel, die Vocals für den Soundtrack von Titanic zu singen. Besonders deutlich ist sie auf dem Stück Rose zu hören. Das Album verkaufte sich 24 Millionen Mal. Allerdings wird der Titelsong nicht von Sissel gesungen, da Sony in die Produktion des Films einstieg und für den Titelsong Céline Dion bestimmte. Sissel tourte in den USA mit der irischen Gruppe The Chieftains, trat in der Late Show von David Letterman sowie in der Carnegie Hall auf. 1998 gelang ihr ein europaweiter Hit mit dem Titel Prince Igor, ein Duett mit dem amerikanischen Rapper Warren G, aus dem Konzept-Album The Rapsody Overture. Dieses Projekt kombinierte klassischen Gesang mit amerikanischem Rap.
Im November 2000 realisierte Sissel ihr erstes Solo-Album All Good Things seit sieben Jahren, das Balladen und Up-Tempo-Nummern beinhaltet. Mit dem Norweger Espen Lind singt sie darauf das Duett Where the Lost Ones Go, das dieser komponierte und später unter anderem von Sarah Brightman und Katherine Jenkins gecovert wurde. Das Album kam in Norwegen auf Platz drei, in Dänemark auf Platz fünf, in Schweden auf Platz sechs.
Im Dezember 2000 trat Sissel bei der Friedensnobelpreis-Gala in Oslo auf und sang aus ihrem damals aktuellen Album die Balladen One Day und Weightless. 2001 wurde ihr erstes Live-Album unter dem Titel In Symphony veröffentlicht, auf dem sie Popsongs und Klassik-Arien wie Puccinis O mio babbino caro sang. Das Album erreichte in Norwegen Platz zwei, in Dänemark Platz drei, in Schweden Platz elf. 2002 wurde eine internationale Version von All Good Things in den USA unter dem Titel Sissel veröffentlicht und verkaufte sich dort in den ersten drei Monaten über 100.000 mal. Als Duettpartnerin von Plácido Domingo auf dessen Album Sacred Songs sang sie zwei Arien.
Am 24. Mai 2002 sang Sissel anlässlich der Hochzeit von Prinzessin Märtha Louise von Norwegen und Ari Behn das Lied Lær Meg Å Kjenne. Im selben Jahr wurde ein Konzert von Sissel gefilmt und im März 2003 von PBS in den USA ausgestrahlt. Später erschien es als DVD unter dem Titel Sissel in Concert. Im Dezember 2002 sang sie erneut bei der Friedensnobelpreisgala Over the Rainbow und das Duett The Prayer mit Josh Groban.
2003 veröffentlichte der walisische Bassbariton Bryn Terfel das Album Bryn Terfel Sings Favorites mit Kyrkjebø als Duettpartnerin bei Schuberts Ave Maria. Ende 2003 wurde die Single Gå inte förbi, ein Duett mit dem schwedischen Pop- und Musicalinterpreten Peter Jöback, herausgebracht und erreichte Platz sechs der schwedischen Charts.
Sissels zweites USA-Album My Heart wurde im März 2004 veröffentlicht. Es handelt sich um ein „Classic-Crossover-Album“ mit Arien wie Lascia ch’io pianga von Georg Friedrich Händel, Filmmusik von Ennio Morricone und zwei Pop-Songs von Richard Marx sowie die Ballade Wait a While, geschrieben von Jon Lord. Das Album erreichte in Schweden und Norwegen Platz zwei und in Dänemark Platz sieben.
Sie ist auf dem Soundtrack des Films Vanity Fair zu hören. Auf Wunsch von Howard Shore nahm Sissel bei der The Lord of the Rings Symphony-Tour teil. Sie sang mit einem Symphonieorchester und einem Chor aus ca. 200 Musikern. Im Oktober trat sie in Japan beim Ninna-ji Otobutai (Klangbühne beim Tempelklompex Ninna-ji) auf und sang Pie Jesu, Sancta Maria und You Raise Me up.
2005 erschien das Album Nordisk Vinternatt mit skandinavischen Volksliedern. Das Album kam in Norwegen auf Platz zwei, in Schweden und Dänemark auf Platz fünf bzw. sechs der Albumcharts. Es wurde inklusive einer Konzert-DVD veröffentlicht.
2006 folgte mit Into Paradise ein Classic-Crossover-Album, in dem sie Lieder von Mozart, Bach, Fauré und ABBA, wie Like an Angel passing through,  interpretiert. Im selben Jahr erhielt sie als Norwegens Musikbotschafterin vom norwegischen König den Sankt-Olav-Orden (Ritter 1. Klasse) verliehen. Sie war damit die jüngste Empfängerin für diese Auszeichnung. Im selben Jahr erhielt sie den Spellemannprisen, den renommiertesten Musikpreis Norwegens als „angesehenste Künstlerin Norwegens“. Sie war die bisher jüngste Person, die diesen Preis bekam. Mit De beste 1986-2006 kam ein Doppel-Best-of-Album mit 40 Liedern aus 20 Jahren heraus. Es beinhaltet auch weniger bekannte Lieder wie What Are We Made of?, ein Duett mit dem Queen-Gründer Brian May aus dem Film The Adventures of Pinocchio von 1996, oder My Tribute (to God be the Glory), das sie mit dem Oslo Gospel Choir 1989 sang.
Im Dezember 2006 wurde sie als Solistin vom Mormon Tabernacle Choir eingeladen. Sie sang bei vier Konzerten vor über 80.000 Menschen. Für die Weihnachtssaison 2007 wurde von PBS unter dem Titel Spirit of the Season ein Konzert von Sissel mit dem Mormon Tabernacle Chor aufgezeichnet. Die daraus resultierende CD landete auf Platz eins der Billboard Classic Charts, Platz acht in Norwegen und wurde für den Grammy nominiert. Die DVD kam im September 2007 heraus. 2007 veröffentlichte sie noch eine CD/DVD mit dem Titel Northern Light, ein Konzert aus Bergstaden Zirr (Røros Kirche), einer Kirche aus dem 17. Jahrhundert, wozu sie als Gast den Tenorsänger José Carreras einlud. Die CD platzierte sich auf Platz zehn der Billboard Classic Crossover Charts.
2009 erschien in Norwegen die Weihnachts-CD, Strålande Jul, ein Duett-Album mit dem Sänger Odd Nordstoga. Das Album verkaufte sich in den ersten 2 Monaten mehr als 300.000 mal und kam in Norwegen auf Platz eins und in Schweden auf Platz sieben.
2010 veröffentlichte sie das Album … til deg …... (deutsch: … für dich …) mit norwegischen, schwedischen und englischen Texten. Die nächsten drei Jahre nach der "til teg"-Tour widmete sie bis auf ein paar Konzerte überwiegend der Familie.
2013 war sie Special Guest auf dem Album "The Patriot" von Bryn Terfel mit dem Mormon Tabernacle Chor.

## Privat
Sissel Kyrkjebø heiratete 1993 den dänischen Sänger und Komiker Eddie Skoller; die beiden haben zwei Töchter. 2004 wurde die Ehe geschieden. Am 13. August 2013 heiratete Kyrkjebø den norwegischen Steuerexperten Ernst Ravnaas. Das Paar wohnt im Osloer Stadtteil Frogner, verbringt aber auch viel Zeit auf dem knapp zwei Autostunden nördlich von Oslo gelegenen, 2011 erworbenen Landgut „Minde“ bei Hov (Søndre Land).

## Diskografie

### Alben
| Jahr | Titel                   | Höchstplatzierung, Gesamtwochen, AuszeichnungChartplatzierungen (Jahr, Titel, Platzierungen, Wochen, Auszeichnungen, Anmerkungen) | Höchstplatzierung, Gesamtwochen, AuszeichnungChartplatzierungen (Jahr, Titel, Platzierungen, Wochen, Auszeichnungen, Anmerkungen) | Höchstplatzierung, Gesamtwochen, AuszeichnungChartplatzierungen (Jahr, Titel, Platzierungen, Wochen, Auszeichnungen, Anmerkungen) | Anmerkungen                                 |
| Jahr | Titel                   | NO | DE | UK | Anmerkungen                                 |
| ---- | ----------------------- | --- | --- | --- | ------------------------------------------- |
| 1986 | Sissel                  | NO1 (24 Wo.)NO | — | — |                                             |
| 1987 | Glade jul               | NO1 (10 Wo.)NO | — | — |                                             |
| 1989 | Soria Moria             | NO1 (15 Wo.)NO | — | — |                                             |
| 1992 | Gift Of Love            | NO9 (11 Wo.)NO | DE61 (7 Wo.)DE | — |                                             |
| 1994 | Innerst i sjelen        | NO1 ×3Dreifachplatin · (30 Wo.)NO                                                                                                 | — | — |                                             |
| 1994 | Deep Within My Soul     | — | — | UK58 (2 Wo.)UK |                                             |
| 1995 | Christmas In Vienna III | NO1 (8 Wo.)NO | DE50 (2 Wo.)DE | — | mit Placido Domingo                         |
| 1996 | Julekonserten           | NO3 (3 Wo.)NO | — | — | mit Ole Edvard Antonsen & Oslo Gospel Choir |
| 1999 | Julekonserten 10 år     | NO6 (4 Wo.)NO | — | — | mit dem Oslo Gospel Choir                   |
| 2000 | All Good Things         | NO3 ×2Doppelplatin · (21 Wo.)NO                                                                                                   | — | — |                                             |
| 2001 | Sissel In Symphony      | NO2 (16 Wo.)NO | — | — |                                             |
| 2003 | My Heart                | NO2 (8 Wo.)NO | — | — |                                             |
| 2005 | Nordisk vinternatt      | NO2 (8 Wo.)NO | — | — |                                             |
| 2006 | De beste 1986-2006      | NO3 (16 Wo.)NO | — | — |                                             |
| 2008 | Spirit of The Season    | NO8 (3 Wo.)NO | — | — |                                             |
| 2009 | Strålande Jul           | NO1 (47 Wo.)NO | — | — |                                             |
| 2010 | ...til deg...           | NO2 ×3Dreifachplatin · (11 Wo.)NO                                                                                                 | — | — |                                             |

Weitere Alben
- 2002: Sissel
- 2007: Northern Lights

### Singles
| Jahr | Titel Album                                  | Höchstplatzierung, Gesamtwochen, AuszeichnungChartplatzierungen (Jahr, Titel, Album, Platzierungen, Wochen, Auszeichnungen, Anmerkungen) | Höchstplatzierung, Gesamtwochen, AuszeichnungChartplatzierungen (Jahr, Titel, Album, Platzierungen, Wochen, Auszeichnungen, Anmerkungen) | Höchstplatzierung, Gesamtwochen, AuszeichnungChartplatzierungen (Jahr, Titel, Album, Platzierungen, Wochen, Auszeichnungen, Anmerkungen) | Höchstplatzierung, Gesamtwochen, AuszeichnungChartplatzierungen (Jahr, Titel, Album, Platzierungen, Wochen, Auszeichnungen, Anmerkungen) | Höchstplatzierung, Gesamtwochen, AuszeichnungChartplatzierungen (Jahr, Titel, Album, Platzierungen, Wochen, Auszeichnungen, Anmerkungen) | Anmerkungen                                                                |
| Jahr | Titel Album                                  | NO | DE | AT | CH | UK | Anmerkungen                                                                |
| ---- | -------------------------------------------- | --- | --- | --- | --- | --- | -------------------------------------------------------------------------- |
| 1994 | Se ilden lyse Innerst i sjelen               | NO1 (10 Wo.)NO | DE26 (… Wo.)DE | — | — | — | Erstveröffentlichung: 15. Januar 1994                                      |
| 1994 | Fire In Your Heart Christmas In Vienna III   | — | — | — | CH20 (8 Wo.)CH | — | mit Placido Domingo                                                        |
| 1997 | Prince Igor The Rapsody Overture             | NO1 Platin · (18 Wo.)NO | DE8 (16 Wo.)DE | AT13 (12 Wo.)AT | CH11 (19 Wo.)CH | UK15 (7 Wo.)UK | Erstveröffentlichung: 13. Oktober 1997 The Rapsody feat. Warren G & Sissel |
| 2009 | Upp gledjest alle, gledjest no Strålande Jul | NO11 (9 Wo.)NO | — | — | — | — |                                                                            |